# إيفان تشوسيتش
إيفان تشوسيتش هو لاعب كرة قدم روسي في مركز الدفاع، ولد في 13 أكتوبر 1989 في رويتلينغن في ألمانيا. شارك مع منتخب كرواتيا تحت 19 سنة لكرة القدم. أما مع النوادي، فقد لعب مع بايرن ميونخ 2 ومكابي نتانيا.

## وصلات خارجية
- إيفان تشوسيتش على موقع قاعدة بيانات كرة القدم.إي يو (الإنجليزية)
- إيفان تشوسيتش على موقع بيانات كرة القدم. دي إي (الألمانية)
- إيفان تشوسيتش على موقع عالم كرة القدم.نت (الإنجليزية)